# Reinhart Koselleck
Pour les articles homonymes, voir Koselleck.
Reinhart Koselleck, né le 23 avril 1923 à Görlitz et mort le 3 février 2006 à Bad Oeynhausen, est un historien allemand moderniste et contemporanéiste, généralement considéré comme l'un des plus importants du XXe siècle. Il occupait dans la discipline une position originale et ne peut être rattaché à aucune « école » historique, travaillant dans des champs aussi différents que l'épistémologie de l'histoire (Historik), l'histoire des concepts, qu'il a contribué à constituer, la linguistique, les fondements anthropologiques de l'histoire et l'histoire sociale, du droit et de l'administration.
Ses travaux ont notamment porté sur la Prusse et l'Allemagne aux XVIIIe et XIXe siècles. Il est connu pour sa thèse Le Règne de la critique (1954), fortement influencée par la pensée de Carl Schmitt, sa participation à la grande entreprise des Geschichtliche Grundbegriffe (1971-1992), et son ouvrage Le Futur passé (1979).

## Biographie et carrière
Reinhart Koselleck fait partie de la génération des historiens allemands qui étaient de jeunes adultes à la fin de la Seconde Guerre mondiale et du régime national-socialiste. Il naît en 1923 à Görlitz, en Basse-Silésie, dans une famille d'enseignants. En 1941, après la fin de ses études secondaires (Abitur), il s'engage dans la Wehrmacht et combat sur le front oriental ; il est de 1945 à octobre 1946 prisonnier de guerre à Karaganda (Kazakhstan).
Après son retour en Allemagne, il étudie de 1947 à 1953 l'histoire, la philosophie, le droit public et la sociologie à l'université de Heidelberg et à l'université de Bristol (Grande-Bretagne). Il compte parmi ses maîtres de nombreux universitaires éminents comme les philosophes Martin Heidegger, Carl Schmitt, Karl Löwith, Hans-Georg Gadamer, l'historien Werner Conze, le sociologue Alfred Weber, le spécialiste de droit public Ernst Forsthoff et le professeur de médecine Viktor von Weizsäcker ; ces seuls noms indiquent déjà une remarquable diversité d'intérêts et d'approches.
Le 20 novembre 1954, Kosselleck soutient à l'Université de Heidelberg, sous la direction de Johannes Kühn, sa thèse Kritik und Krise. Eine Untersuchung der politischen Funktion des dualisten Weltbildes im 18. Jahrhundert (Critique et crise. Recherche sur la fonction politique de l'image dualiste du monde au XVIIIe siècle), qui sera publiée en 1959 sous le titre Kritik und Krise. Eine Beitrag zur Pathogenese der bürgerlichen Welt (Critique et crise. Contribution à la pathogénèse du monde bourgeois) et qui lui permet une entrée remarquée dans le milieu scientifique ; elle sera rééditée neuf fois en allemand — un record pour un travail universitaire — et traduite en cinq langues.
Il est ensuite assistant (lecturer) à l'Université de Bristol de 1954 à 1956, puis pendant un an assistant au séminaire historique de l'Université de Heidelberg. De 1960 à 1965, il participe à l'Arbeitskreis für moderne Sozialgeschichte (Groupe de travail d'histoire sociale de la modernité) à Heidelberg, dont il deviendra président en 1986. En 1965, il passe son Habilitation (équivalent de l'habilitation à diriger des recherches en France, ou, à l'époque, du doctorat d'État), avec une étude intitulée Preußen zwischen Reform und Revolution. Allgemeines Landrecht, Verwaltung und soziale Bewegung von 1791 bis 1848 (La Prusse entre réforme et révolution. Droit du Land, administration et mouvement social de 1791 à 1848), publiée en 1967 et devenue un classique dans l'Université allemande.
En 1966, Koselleck devient professeur de science politique à la Ruhr-Universität Bochum. Parallèlement, il est membre du comité fondateur de l'Universität Bielefeld, à laquelle il contribuera à donner un caractère interdisciplinaire et critique. Après avoir été de 1968 à 1974 professeur ordinaire d'histoire moderne à l'Université de Heidelberg, il rejoint l'Université de Bielefeld, où il devient professeur, et à partir de 1988 professeur émérite, de théorie de l'histoire. Il prend la direction du Zentrum für inderdisziplinäre Forschung (Centre de recherche interdisciplinaire ou ZiF) et devient l'une des grandes figures de la jeune université, dont il contribue à établir la renommée dans le domaine de l'histoire et des sciences sociales avec l'« école de Bielefeld ».
En 1979, il publie Vergangene Zukunft (Le Futur passé).
À la même époque, Koselleck donne de nombreux cours en tant que professeur invité dans des universités et institutions de recherches, comme le Wissenschaftskolleg zu Berlin (1987-1989), la New School for Social Research de l'Université de Chicago (1988-1990), l'Université Columbia (1992) ou le Collegium Budapest (1993).
Dans les années 1970 et 1980, Koselleck dirige avec Werner Conze et Otto Brunner, et seul après leur mort, le titanesque projet des Geschichtliche Grundbegriffe (Dictionnaire des concepts historiques fondamentaux), en neuf volumes, environ neuf mille pages et deux cent douze contributions de « Adel » (Noblesse) à « Zivilisation » (Civilisation), la plus longue (« Volk, Nation », Peuple, nation) faisant deux cent quatre-vingt-dix pages. L'ouvrage, devenu depuis une référence dans le milieu universitaire germanophone, expose l'histoire des concepts dans le langage politique et social allemand. Il n'a jamais été traduit en français. Michael Werner, en référence aux Lieux de mémoire (1984-1992) dirigés par Pierre Nora, parle de « véritable « lieu de mémoire » de l'historiographie allemande ».
Koselleck se refusait à être « classé » dans une branche particulière de la science historique : il engagea des coopérations transcendant différents domaines avec des personnalités comme Hans-Georg Gadamer, Paul Ricœur ou Hayden White, et mena une réflexion interdisciplinaire, par exemple sur l'iconographie politique du point de vue de l'histoire de l'art dans le cas du culte des morts.
Il meurt à Bielefeld le 2 février 2006, à l'âge de quatre-vingt-deux ans.

## Travaux
Koselleck a mis en évidence la crise conceptuelle qui frappe l'Europe entre 1750 et 1850, « période charnière » (« Sattelzeit ») qui marque l'avènement de la modernité. Les concepts politiques et sociaux changent en effet de sens et acquièrent une dimension normative, dans le sens où ils cessent de ne faire que décrire les phénomènes sociaux pour également avoir vocation à les influencer ; ce pouvoir structurant leur permet de n'être plus seulement tournés vers le passé, mais aussi vers le futur. Selon Koselleck, le concept moderne même d'« histoire » date en Allemagne de la fin du XVIIIe siècle avec le passage du pluriel au singulier et la fusion des termes Historie et Geschichte, dont le dernier désigne depuis à la fois l'événement, son récit et son analyse.
Koselleck a été le principal initiateur de l'histoire des concepts (Begriffsgeschichte, l'expression vient de Hegel). Il ne conçoit pas ce champ comme une étude purement linguistique de termes détachés de leur contexte social, mais l'inscrit au contraire fortement dans l'histoire sociale, l'étude de la sémantique du discours politique et social devant être considéré comme un prérequis pour une vraie compréhension des événements historiques. Il s'agit d'« une histoire langagière des concepts, attentive aux échanges incessants entre langue et société et aux écarts entre des usages actuels et des usages passés d'un même concept, étant entendu que tout maniement actuel d'un objet d'étude passé implique une histoire des concepts qui ont permis de le nommer. »
La méthode développée par Koselleck et ses collaborateurs, la sémantique historique (« indicateur et facteur de changement social »), s'est installée dans le milieu universitaire allemand et a par exemple mené à l'entreprise du Manuel des notions fondamentales politiques et sociales en France de 1680 à 1820.
D'une manière générale, Koselleck s'est attaché à développer la direction spirituelle (geisteswissenschaftlich (de)) et philosophique de l'histoire sociale plutôt que la direction néomarxiste et statisticienne qui insiste sur le rôle des mécanismes économiques dans l'évolution des sociétés.
À la fin de sa carrière, l'intérêt croissant de Koselleck pour l'anthropologie le poussa à étudier les monuments aux morts et les cimetières militaires dans des ouvrages comme Der politische Totenkult. Kriegerdenkmäler in der Moderne (Le Culte des morts en politique. Les monuments aux morts à l'époque moderne, 1994) et Zur politischen Ikonologie des gewaltsamen Todes (Sur l'iconologie politique de la mort violente, 1998).

## Distinctions
Reihnart Koselleck a reçu pour ses travaux de nombreuses distinctions :
- 1974 : Prix Reuchlin de la ville de Pforzheim
- 1989 : Docteur honoris causa de l'université d'Amsterdam
- 1989 : Membre d'honneur (Ehrensenator) du Senat (sorte de conseil scientifique) de l'université de Bielefeld
- 1993 : Médaille d'honneur de l'École des hautes études en sciences sociales, Paris
- 1998 : Membre honoraire de l'Académie hongroise des sciences
- 1999 : Prix Sigmund-Freud du livre scientifique
- 2003 : Prix d'histoire de la ville de Münster
- 2003 : Docteur honoris causa de l'université Paris VII

## Réception française
Reinhart Koselleck est l'un des rares historiens allemands réellement connus et reçus dans le milieu universitaire français[réf. nécessaire].
Sa réflexion entre histoire et temps influence par exemple les travaux de Paul Ricœur, qui en 1985 termine sa trilogie Temps et récit par une herméneutique de la conscience historique à l'aune des deux concepts « méta-historiques » mis en évidence par Koselleck : l'espace d'expérience et l'horizon d'attente. Plus récemment François Hartog est lui aussi influencé par les travaux de Koselleck avec son ouvrage Régimes d'historicité. Présentisme et expériences du temps (Le Seuil, 2002), ainsi que Patrick Savidan qui, dans son livre Voulons-nous vraiment l'égalité? (Albin Michel, 2015), en montre la pertinence pour penser les expériences contemporaines de la justice et de l'injustice sociales.
Reinhart Koselleck a acquis cette renommée dans l'Université française bien que seulement deux de ses livres et un recueil aient été publiés en France.
Deux de ses principaux ouvrages ont d'abord été traduits en français :
- en 1979, les Éditions de Minuit publient sa thèse Kritik und Krise, vingt ans après la parution en Allemagne et sous le titre Le Règne de la critique ;
- en 1990, les Éditions de l'École des hautes études en sciences sociales publient une traduction de Vergangene Zukunft intitulée Le Futur passé. Contribution à la sémantique des temps historiques.

En 1997, les Éditions de l'EHESS publient un recueil de textes de Koselleck édité par l'historien allemand Michael Werner. Il regroupe sept textes, dont certains inédits en allemand :
- « Le concept d'histoire », traduction par Alexandre Escudier de l'article « Geschichte » (« Histoire ») des Geschichtliche Grundbegriffe, vol. 2, Klett et Cotta, Stuttgart, 1975
- « Histoire sociale et histoire des concepts », traduction par Diane Meur de la contribution « Sozialgeschichte und Begriffsgeschichte » à Sozialgeschichte in Deutschland dir. par Wolfgang Schieder et Volker Sellin, vol. 1, Vandenhoeck & Ruprecht, Göttingen, 1986
- « Structures fédérales de l'histoire allemande », traduction par Marie-Claire Hoock et Jochen Hoock de la conférence Marc-Bloch de l'EHESS à la Sorbonne le 22 juin 1993
- « Les monuments aux morts, lieux de fondation de l'identité des survivants », traduction par Diane Meur de la contribution « Kriegsdenkmale als Identitätssiftungen der Überlebenden » à Identität dir. par Odo Marquard et Karlheinz Stierle, Fink, Munich, 1979
- « Histoire, droit et justice », traduction par Alexandre Escudier de « Geschichte, Recht und Gerechtigkeit », contribution aux vingt-sixièmes Journées allemandes des historiens du droit, à Francfort-sur-le-Main du 22 au 26 septembre 1986
- « Théorie de l'histoire et herméneutique », traduction par Alexandre Escudier de l'allocution « Historik und Hermeneutik » à l'occasion du quatre-vingt-cinquième anniversaire d'Hans-Georg Gadamer, le 16 février 1986
- « Mutation de l'expérience et changement de méthode. Esquisse historico-anthropologique », traduction par Alexandre Escudier de la contribution « Erfahrungswandel und Methodenwechsel. Eine historisch-anthropologische Squizze » à Historische Methode dir. par Christian Meier et Jörn Rüsen, Deutscher Taschenbuch-Verlag, Munich, 1998

## Citations
- « Neu ist die Geschichte nur in Ereignissequenzen. Aber in den Strukturen wiederholt sie sich. »
  - « L'Histoire n'est nouvelle que dans des séquences d'événements ; mais elle se répète dans ses structures. »[réf. nécessaire]